# Steven Oleksy
Steven Andrew „Steve“ Oleksy (* 4. Februar 1986 in Chesterfield, Michigan) ist ein ehemaliger US-amerikanischer Eishockeyspieler, der im Verlauf seiner aktiven Karriere zwischen 2006 und 2022 unter anderem 80 Spiele für die Washington Capitals und Pittsburgh Penguins in der National Hockey League (NHL) auf der Position des Verteidigers bestritten hat. Zudem absolvierte Oleksy annähernd 450 weitere Partien in der American Hockey League (AHL). Seit Juni 2022 ist er mit Brooke Hogan verheiratet.

## Karriere
Oleksy spielte in seiner Jugendzeit zwischen 2002 und 2005 zunächst bei den Michigan Metro Jets in der Central States Hockey League. Mit Beginn der Saison 2005/06 verweilte der Verteidiger ein Spieljahr bei den Traverse City North Stars in der North American Hockey League, ehe er sich zu einem Studium an der Lake Superior State University entschloss. Dort spielte er die folgenden drei Jahre bis zum Frühjahr 2009 neben seinem Studium in der Central Collegiate Hockey Association, einer Division im Spielbetrieb der National Collegiate Athletic Association.

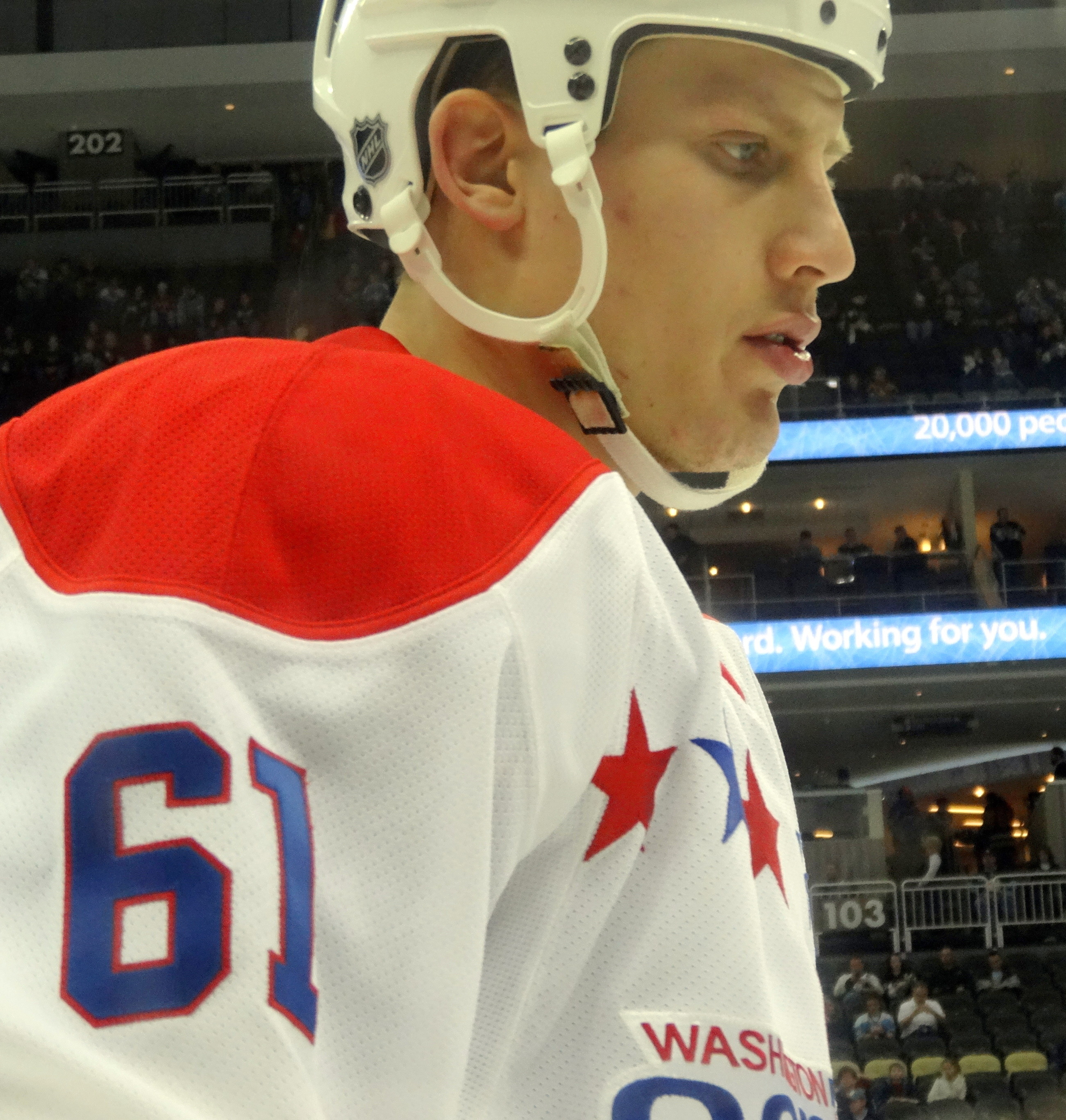
Oleksy im Trikot der Washington Capitals (2013)

Nach Abschluss des Studiums erwog Oleksy eine Karriere im Profibereich und schloss sich für den Rest der Saison 2008/09 den Las Vegas Wranglers aus der ECHL an, für die er zwei Spiele betritt. Über die Sommerpause wechselte er zum Ligakonkurrenten Toledo Walleye, nachdem er sich im Trainingslager der Rockford IceHogs aus der American Hockey League nicht empfehlen konnte. Das kurze Gastspiel in Toledo endete aber bereits nach zwei Monaten und drei absolvierten Partien Anfang November 2009. Der Abwehrspieler wechselte daraufhin zu den Port Huron Icehawks in die International Hockey League, ehe er noch im Saisonverlauf in die ECHL zurückkehrte. Dort war er ab Mitte Januar 2010 für die Idaho Steelheads aktiv. Mit seinen Leistungen im restlichen Verlauf der Spielzeit erarbeitete er sich eine Verlängerung seines Vertrages für die folgende Saison, in der er sich mit 21 Scorerpunkten in 55 Einsätzen so sehr in Szene setzte, dass im März 2011 ein Leihgeschäft mit den Lake Erie Monsters aus der AHL zustande kam. Selbiges ereignete sich in der Saison 2011/12, als er – weiter in Diensten der Steelheads – an die Bridgeport Sound Tigers aus der AHL verliehen wurde, bevor diese ihn im Februar 2012 nach Ende des dreimonatigen Leihgeschäfts bis zum Saisonende fest verpflichteten.
Als Free Agent wechselte Oleksy im Juli 2012 innerhalb der AHL zu den Hershey Bears. Mit seinen Auftritten im Trikot der Bears weckte der Defensivakteur auch das Interesse des Kooperationspartners Hersheys, den Washington Capitals aus der National Hockey League. Dort unterschrieb er noch im Verlauf des Spieljahres 2012/13 einen Vertrag mit Gültigkeit für die NHL und feierte alsbald sein Debüt im Trikot des Hauptstadtklubs. Die Saison 2013/14 verbrachte der US-Amerikaner dann zwischen NHL und NHL, wo er nahezu zu gleichen Teilen für die Capitals und Bears zum Einsatz kam. Die Spielzeit 2014/15 war er mit Ausnahme eines NHL-Spiels ausschließlich für die Hershey Bears im Einsatz, bei denen er mittlerweile die Rolle eines Assistenzkapitäns ausfüllte. Dennoch wurde sein auslaufender Vertrag am Saisonende nicht verlängert, woraufhin er – erneut als Free Agent – in das Franchise der Pittsburgh Penguins wechselte. Dort kam er in der Saison 2015/16 im AHL-Farmteam Wilkes-Barre/Scranton Penguins zum Einsatz, wo er auch als Assistenzkapitän fungierte. Nachdem er zu Beginn der Spielzeit 2016/17 erneut im Aufgebot des Farmteams stand, wurde er Ende November 2016 erstmals in den NHL-Kader Pittsburghs berufen.
Zur Trade Deadline am 1. März 2017 wurde Oleksy jedoch samt Eric Fehr und einem Viertrunden-Wahlrecht für den NHL Entry Draft 2017 an die Toronto Maple Leafs abgegeben, die im Gegenzug Frank Corrado nach Pittsburgh schickten. In Toronto beendete Oleksy die Spielzeit, bevor er sich im Juli 2017 als Free Agent den Anaheim Ducks anschloss. Diese setzten ihn bis Dezember 2018 bei den San Diego Gulls ein und transferierten ihn anschließend im Tausch für Adam Cracknell zurück nach Toronto. Der Abwehrspieler beendete die Spielzeit in der kanadischen Metropole, erhielt in der Folge aber keinen Anschlussvertrag. Erst Ende September 2019 erhielt er einen Probevertrag von seinem Ex-Team Wilkes-Barre/Scranton Penguins, der allerdings Mitt Oktober ohne einen Einsatz in der AHL gehabt zu haben, aufgelöst wurde. Daraufhin schloss sich der US-Amerikaner den Toledo Walleye aus der ECHL an, für die er bereits zu Beginn seiner Profikarriere zehn Jahre zuvor einige Partien absolviert hatte.
Nach 36 Einsätzen für Toledo wechselte Oleksy im Februar 2020 erstmals in seiner Karriere nach Europa, als er einen Vertrag beim österreichischen Klub EHC Linz aus der Erste Bank Eishockey Liga (EBEL) unterschrieb. Nachdem er diesen bis zum Saisonende im Frühjahr 2020 erfüllt hatte, pausierte der Defensivakteur die gesamte Spielzeit 2020/21 vor dem Hintergrund der COVID-19-Pandemie. Im November 2021 kehrte er schließlich zu den Toledo Walleye in die ECHL zurück und wechselte nur drei Monate später innerhalb der Liga zu den Orlando Solar Bears. Dort absolvierte der 36-Jährige im November 2022 seine letzten Einsätze.

## Karrierestatistik
(Legende zur Spielerstatistik: Sp oder GP = absolvierte Spiele; T oder G = erzielte Tore; V oder A = erzielte Assists; Pkt oder Pts = erzielte Scorerpunkte; SM oder PIM = erhaltene Strafminuten; +/− = Plus/Minus-Bilanz; PP = erzielte Überzahltore; SH = erzielte Unterzahltore; GW = erzielte Siegtore; 1 Play-downs/Relegation; Kursiv: Statistik nicht vollständig)